# Cantone di Roquevaire
Il Cantone di Roquevaire era una divisione amministrativa dell'arrondissement di Marsiglia.
A seguito della riforma approvata con decreto del 18 febbraio 2014, che ha avuto attuazione dopo le elezioni dipartimentali del 2015, è stato soppresso.

## Composizione
Comprendeva i comuni di:
- Auriol
- Belcodène
- La Bouilladisse
- Cadolive
- La Destrousse
- Gréasque
- Peypin
- Roquevaire
- Saint-Savournin